# Vichtis församling
Vichtis församling är en finländsk, evangelisk-luthersk församling i Vichtis, Nyland. Församlingen hör till Esbo stift och Lojo prosteri. 31 december 2020 hade Vichtis församling 19 313 medlemmar (66,3% av befolkningen i Vichtis kommun) och 64 medarbetare. 
Kyrkoherden i församlingen är Pekka Valkeapää. Vichtis församling är enspråkigt finsk men församlingen ordnar också svenskspråkiga evenemang under de största helgerna. Församlingen har även en präst som ansvarar för svensk verksamhet för de ungefär 500 svenskspråkiga församlingsmedlemmar.
Vichtis församling grundades i och med att domprosten Henric Wenne från Åbo den 24 augusti 1507 förrättade den första kyrkoherdeinstallationen.
Församlingen har gudstjänster i Vichtis kyrka, i Nummela församlingscenter och i Vihtijärvi kapell. Dessutom äger församlingen också Vichtis församlingshus, den medeltida S:t Birgittas kyrkoruin och Vichtis prästgård som alla ligger i Vichtis kyrkby. Församlingen har också lägercentrum i Riuttaranta i Moksi.

## Anställda

### Kyrkoherdar
| År        | Namn                         |
| --------- | ---------------------------- |
| 1507      | Martin                       |
| 1545      | Bertel Hansson               |
| 1554-1578 | Laurentius Petri             |
| 1579-1613 | Sigfridus Petri Orava        |
| 1615-1640 | Gregorius Matthiæ Forsius    |
| 1641-1660 | Jacobius Petri Botreus       |
| 1661-1675 | Gregorius Bartholdi Agricola |
| 1677-1679 | Johan Procopaeus             |
| 1698-1715 | Jonas Thauvonius             |
| 1715-1720 | Johan Oxenius                |
| 1720-1736 | Henrik Malm                  |
| 1728-1737 | Georg Agricola (t.f)         |
| 1737-1772 | Jakob Malm                   |
| 1773-1793 | Georg Lagus                  |
| 1794-1801 | Bengt Jakob Ignatius         |
| 1801-1818 | Abraham Vilhelm Tuderus      |
| 1823-1847 | Anders Johan Hipping         |
| 1851-1856 | Henrik Johan Hjort           |
| 1857-1869 | Henrik Vilhelm Hellström     |
| 1872-1891 | Robert Borenius              |
| 1893-1910 | Hugo Waldemar Wecksell       |
| 1914-1925 | Lauri Itkonen                |
| 1928-1950 | Aukusti Oravala              |
| 1951-1954 | Väinö Mutru                  |
| 1955-1962 | Toivo Immonen                |
| 1964-1976 | W. J. P. Hildén              |
| 1977-1987 | Leino Hassinen               |
| 1987-2006 | Pertti Sistonen              |
| 2006-2026 | Pekka Valkeapää              |

### Klockare och kantorer
| År        | Namn                         | Anmärkningar |
| --------- | ---------------------------- | ------------ |
| 1679      | Grels                        |              |
| 1627      | Karl Mårtensson              |              |
| 1680      | Sigfrid Eriksson             |              |
| ?         | Henrik Eriksson              |              |
| 1723-1756 | Tomas Henriksson Halleen     |              |
| 1753-1789 | Henrik Halleen               |              |
| 1790-1832 | Karl Fredrik Ekman           |              |
| 1833-1881 | Anders Elias Lindgren        |              |
| 1882-1929 | August Edvard Peltonen       |              |
| 1929-1931 | A. V. Lehmusvuori            | vikarie      |
| 1931-1963 | Eino Salomon Kanto           |              |
| 1963-1965 | Kaija Mononen, senare Eerola |              |
| 1965-1980 | Ilmari Kotisalo              |              |
| 1964-1980 | Erkki Koivisto               | i Vihtijärvi |
| 1973-1977 | Pekka Kuokkala               | i Nummela    |
| 1978-1981 | Antti Hietala                |              |
| 1980-2008 | Martti Kilpeläinen           |              |
| 1985-2016 | Pirkko Kela                  |              |
| 1990-     | Ulla Eho-Saario              |              |
| 1999-2000 | Pia Hemminki                 | vikarie      |
| 2002      | Iina Katila                  | vikarie      |
| 2002-2003 | Elo Jaanivald                | vikarie      |